# 三重県立南伊勢高等学校南勢校舎
三重県立南伊勢高等学校南勢校舎（みえけんりつみなみいせこうとうがっこうなんせいこうしゃ）は、三重県度会郡南伊勢町船越2926-1にある公立高等学校。
南伊勢町立南勢中学校と連携型の中高一貫教育を実施している。校舎制の三重県立南伊勢高等学校には南勢校舎のほか、度会校舎がある。三重県立高等学校条例上は、南勢校舎が「三重県立南伊勢高等学校」の本校とされ、度会校舎は三重県立南伊勢高等学校の度会分校とされている。三重県教育委員会発行の『学校名簿』では、度会校舎に分校を表す「○」印が付与されている。ただし、2020年（令和2年）の生徒数は南勢校舎が3学級40人に対し、度会校舎が6学級141人と、本校より分校の方が多い状態になっている。

## 設置学科
- 設置学科：全日制課程 普通科（進学コース・情報関連コース・生活文化コース）

## 沿革
- 1948年（昭和23年）8月 - 五ヶ所町立三重県五ヶ所高等学校として開校。
- 1949年（昭和24年）4月 - 三重県に移管される。
- 1955年（昭和30年）4月 - 三重県立南勢高等学校に改称。
- 2004年（平成16年）4月 - 三重県立南伊勢高等学校に統合されて南勢校舎となる。
- 2008年（平成20年）4月 - 三重県立南伊勢高等学校南島校舎を吸収。
- 2018年（平成30年）4月・5月 - 映画『青夏 きみに恋した30日』のロケーション撮影が行われる[3]。劇中で吟蔵（佐野勇斗）の通う上湖高校として登場する[3]。
- 2019年度（令和元年度） - 南勢校舎の定員の5%を上限（合格者が募集人員に満たない場合は上限を超えることも可能）に三重県外からの入学が可能となる。

## 特色

### 連携型中高一貫教育
南勢校舎では地元の南伊勢町立南勢中学校と連携型中高一貫教育を実施している。具体的には高等学校と中学校の教員の相互派遣、文化祭（南高祭）への中学生の招待、共同での清掃活動などを行っている。特に中高合同の清掃活動は毎年行っており、2011年で9回を数える。
なお、南勢中学校の生徒が南伊勢高南勢校舎への進学を希望する場合、入学試験では学力検査が免除され、学習する意欲の確認のみで入学することができる。

### 防災教育
熊野灘沿岸の南伊勢町に立地し、将来的な津波の襲来が想定されることから、防災教育に取り組んでいる。南勢校舎では、地域の行事等に参加して地域活性化に貢献し、郷土愛を育むことで、自らの地域を守るという防災意識をはぐくもうという考えの下、避難訓練や防災講演会などのほか、地域機関と連携した防災教育に取り組んでいる。
例えば、地域にある津波の碑（自然災害伝承碑）を日本史の授業で取り上げたり、「いのちの碑」と題したパンフレット作りをしたりといった教育活動を行っている。

## 部活動
- 家庭部
- 硬式野球部
- サッカー部
- 茶道部
- 写真部
- 柔道部
- テニス部
- バスケットボール部
- 美術部

## 交通アクセス
- 三重交通・南伊勢町営バス南勢野添バス停下車、徒歩3分。
  - スクールバスの運用もある。

## 周辺
- 伊勢現代美術館
- 志摩ヨットハーバー
- 独立行政法人水産総合研究センター増養殖研究所

## 卒業生
- 磯野貴理子 - 女優、タレント（南勢高校出身）[8]
- 泉聡（オレンジ） - お笑い芸人（南勢高校出身）[9]
- 西濵幹紘 - 元プロ野球選手